# Szató Harue
Szató Harue (佐藤 春詠; Hepburn: Satō Harue) (Iszeszaki, 1976. január 1. –) japán válogatott labdarúgó.

## Klub
A labdarúgást a Nikko Securities Dream Ladies csapatában kezdte. 1994 és 1998 között a Nikko Securities Dream Ladies csapatában játszott. 1999-ban az OKI FC Winds csapatához szerződött. 2000-ben a TEPCO Mareeze csapatához szerződött. 109 bajnoki mérkőzésen lépett pályára és 44 gólt szerzett. 2006-ban vonult vissza.

## Nemzeti válogatott
2000-ben debütált a japán válogatottban. A japán válogatott tagjaként részt vett a 2001-es Ázsia-kupán. A japán válogatottban 17 mérkőzést játszott.

## Statisztika
| Japán válogatott | Japán válogatott | Japán válogatott |
| Időszak          | Mérk.            | gól              |
| ---------------- | ---------------- | ---------------- |
| 2000             | 4                | 1                |
| 2001             | 9                | 3                |
| 2002             | 4                | 0                |
| Összesen         | 17               | 4                |

## Sikerei, díjai
Japán válogatott
- Ázsia-kupa:  Ezüst; 2001

Klub
- Japán bajnokság: 1996, 1997, 1998

Egyéni
- Az év Japán csapatában: 2000